# A Good Day
A Good Day je první studiové album americké hudebnice Priscille Ahn. Vydáno bylo v červnu roku 2008 společností Blue Note Records a jeho producentem byl bubeník Joey Waronker, který na nahrávce rovněž hrál. Dále na albu hráli například Larry Goldings a Keefus Ciancia. Na japonském vydání alba se nacházela jedna bonusová píseň – šlo o coververzi písně „Moonbeam Song“ od Harryho Nilssona.

## Track listing
Autorkou všech skladeb je Priscilla Ahn, pokud není uvedeno jinak.
1. „Dream“ – 3:32
2. „Wallflower“ – 3:00
3. „I Don't Think So“ – 2:18
4. „Masters in China“ (Benji Hughes) – 3:20
5. „Leave the Light On“ – 3:15
6. „Red Cape“ – 2:55
7. „Astronaut“ (Gus Seyffert, Priscilla Ahn) – 3:32
8. „Lullaby“ – 4:44
9. „Find My Way Back Home“ – 2:26
10. „Opportunity to Cry“ (Willie Nelson) – 3:26
11. „A Good Day (Morning Song)“ – 3:24

## Obsazení
- Priscilla Ahn – zpěv, kytara, autoharfa, zvony, elektrické piano, zvonkohra, harmonika, cembalo, klavír, ukulele
- Gus Seyffert – kytara, autoharfa, klávesy, baskytara, zvony, varhany, klavír, lap steel kytara, vibrafon, doprovodné vokály
- Jim Gilstrap – doprovodné vokály
- Orin Waters – doprovodné vokály
- Zac Rae – klávesy, mellotron, celesta
- Oliver Kraus – violoncello, klávesy, orchestrace
- Vanessa Freebarn-Smith – violoncello
- Joey Waronker – bicí, perkuse, klávesy, syntezátor
- Mike Andrews – kytara, ukulele
- Keefus Ciancia – klávesy, klavír, cembalo
- Ursula Knudsen – idiofon
- Greg Kurstin – klávesy
- Larry Goldings – klávesy, klavír
- John Kirby – vibrafon